# Редут

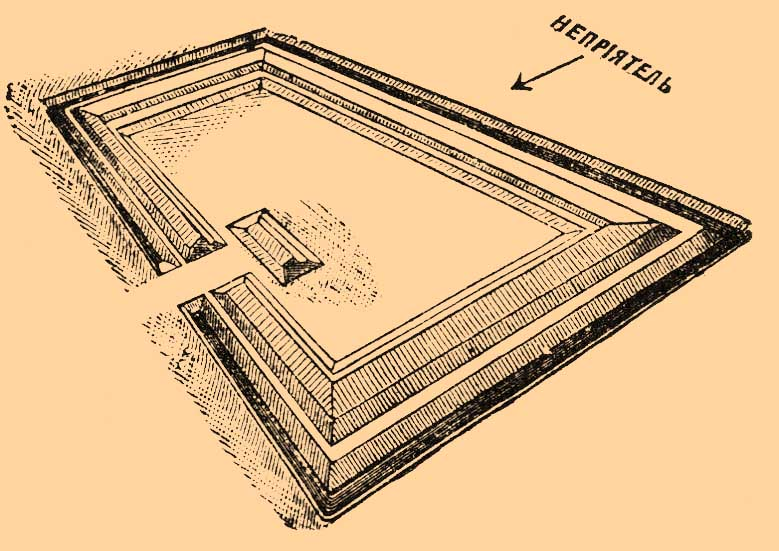
Редут

A — редан, B — редут

Реду́т (фр. redoute — «укриття, опорний пункт») — фортифікаційне укріплення замкненого виду, як правило (але не обов'язково) земляне, з валом та ровом, призначене для самостійної оборони. Будувався частіше всього в формі чотирикутника, хоча існували і п'яти- та шестикутові редути. Зазвичай мав в довжину 50–200 кроків, залежно від чисельності гарнізону, що нараховував 200–800 чоловік.

## Конструкція
Редут складався із зовнішнього рову і валу зі земляним ступенем. Вал утворював чотири фаси: фронтовий, два бокових і горжевий (з тильної сторони), причому за останнім встановлювали насип (траверс) для обстрілу ворога, якщо він намагатиметься використати прохід.
Редути відомі з XVI століття, широко використовувались в XVII–XIX століттях в ролі опорних пунктів. Входили в склад прикордонних укріплень Російської імперії. Петро I одним з перших успішно застосував систему редутів в польовій битві (див. Полтавська битва). В російсько-японській війні застосовувались в польових укріпленнях позицій.

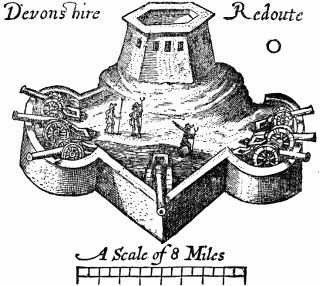
Девонширський редут (Бермудські острови), 1614

Редути втратили своє значення на початку Першої світової війни через велику уразивість від вогню артилерії.

## Галерея

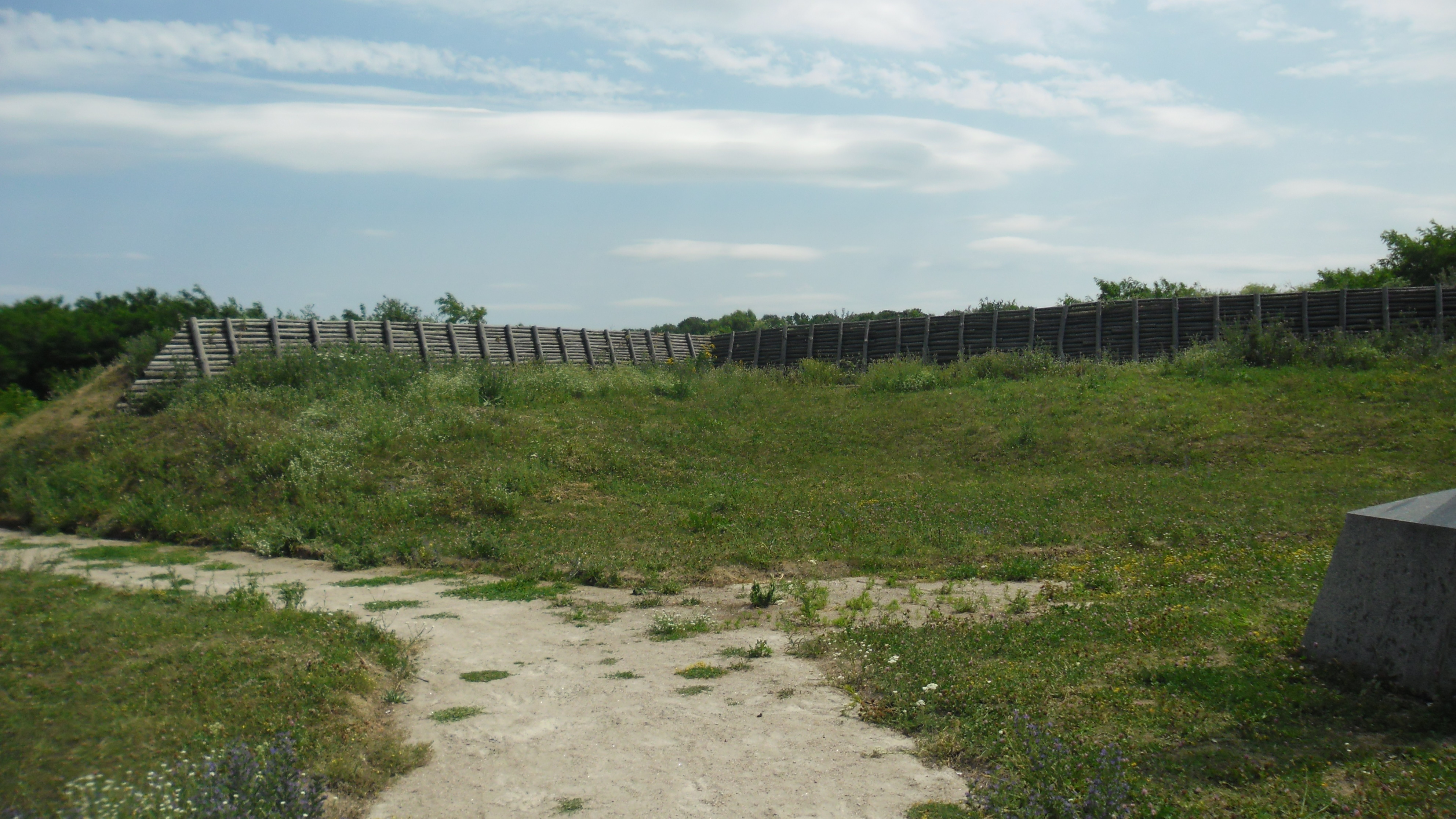
Полтава. Редут.
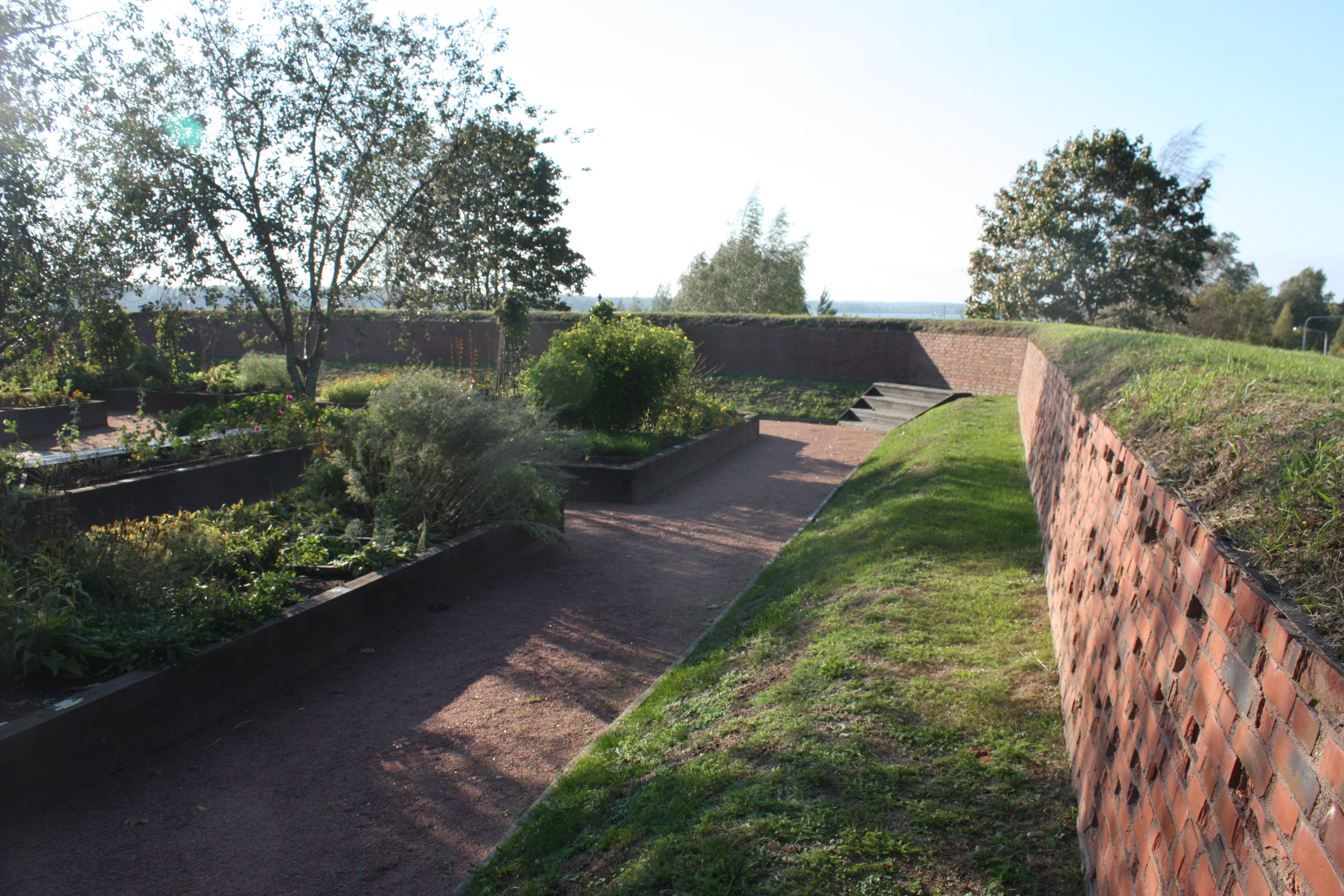
Редут у Котці, Фінляндія